# Hólar

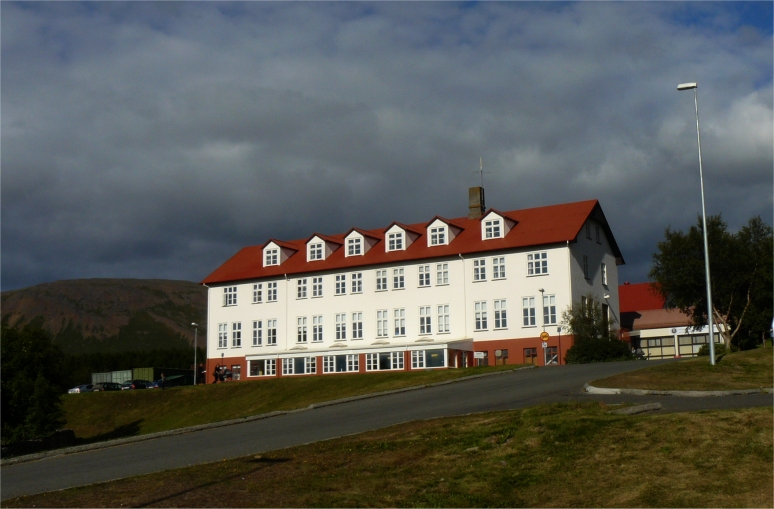
A Escola Superior de Hólar

Hólar (nome completo: Hólar í Hjaltadal) é uma localidade da Islândia, situada na região de Nordurland vestra, perto do fiorde Skagafjörður.

Tem cerca de 101 habitantes, e pertence à Comuna de Skagafjörður.

Está situada a 110 km a oeste da cidade de Akureyri.

A pequena localidade de Hólar tem uma longa história como centro religioso, cultural e histórico: Foi a sede do bispado do Norte da Islândia, a partir de 1106. A primeira oficina de imprensa da ilha foi inaugurada em 1530. Alguns anos mais tarde, em 1550, quando o protestantismo foi introduzido no país pela coroa dinamarquesa, foi aqui degolado Jón Arason, o último bispo católico. Finalmente, em 1801, o bispado de Hólar foi abolido. Hoje em dia, resta apenas a igreja de Hólar (Dómkirkjan á Hólum) e a Escola Superior de Agricultura (Hólars jordbrukshögskola).